# Crise d'Ipperwash
La crise d'Ipperwash est une crise politique qui a opposé les Ojibwés et l'État ontarien en 1995 au Canada. Elle a eu lieu dans le parc provincial d'Ipperwash, dans le comté de Lambton, sur les rives du lac Huron.

## Contexte
Plusieurs membres des Ojibwés de Stoney Point occupaient le parc afin d'affirmer leur réclamation d'un territoire autochtone voisin. qui avait été exproprié durant la Seconde Guerre mondiale. Cela a engendré un affrontement violent entre les protestataires et la Police provinciale de l'Ontario, causant la mort de Dudley George. 